# Chuck Lorre
Pour les articles homonymes, voir Lorre.
 (octobre 2020).
Si vous disposez d'ouvrages ou d'articles de référence ou si vous connaissez des sites web de qualité traitant du thème abordé ici, merci de compléter l'article en donnant les références utiles à sa vérifiabilité et en les liant à la section « Notes et références ».
Chuck Lorre de son vrai nom Charles Michael Levine est un scénariste, producteur, réalisateur et compositeur américain né le 18 octobre 1952 à Bethpage (État de New York).

## Biographie
Né dans une famille juive, il fait ses études à l'université d'État de New York à Potsdam, mais s'arrête au bout de deux ans. Après avoir quitté l'université, il fait une tournée aux États-Unis comme guitariste et compositeur. En 1986, il se tourne vers la télévision.
Le 12 mars 2009, Chuck Lorre reçoit une étoile sur le Hollywood Walk of Fame. Le 17 mai 2009, Chuck Lorre reçoit un diplôme à titre honorifique de l'université d'État de New York à Potsdam.
En 2019, étant créateur de « The Big Bang Theory », il  remporte le Golden Globes.

## Vie privée
Il est divorcé et a deux enfants.

## Filmographie

### En tant que scénariste
- 1984 : Les Minipouss (série télévisée)
- 1984 : Pole Position (série télévisée)
- 1984-1985 : Les Entrechats (série télévisée)
- 1985 : MASK (série télévisée)
- 1985 : Les Muppet Babies (série télévisée)
- 1986 : Mon petit poney (série télévisée)
- 1986-1987 : Défenseurs de la Terre (série télévisée)
- 1987 : Charles s'en charge (série télévisée)
- 1987-1990 : Mes deux papas (série télévisée)
- 1988 : Beany and Cecil (série télévisée)
- 1990-1992 : Roseanne (série télévisée)
- 1991 : Toxic Crusaders (série télévisée)
- 1992 : Frannie's Turn (série télévisée)
- 1993-1998 : Une maman formidable (Grace Under Fire) (série télévisée)
- 1995-1998 : Cybill (série télévisée)
- 1997-2002 : Dharma et Greg (série télévisée)
- 2003-2015 : Mon oncle Charlie (Two and a Half Men) (série télévisée)
- 2007-2019 : The Big Bang Theory (série télévisée)
- 2008 : Les Experts (série télévisée)
- 2010-2016 : Mike and Molly (série télévisée)
- 2013-2021 : Mom (série télévisée)
- 2017-2018 : Disjointed (série télévisée)
- 2017-2024 : Young Sheldon (série télévisée)
- 2018-2021 : La Méthode Kominsky (série télévisée)
- 2019-2024 : Bob Hearts Abishola (série télévisée)
- 2020-2022 : B Positive (série télévisée)
- 2021-2022 : United States of AI (série télévisée)
- 2023-2025 : How to Be a Bookie (série télévisée)
- 2024-2025 : Georgie and Mandy's First Marriage (série télévisée)

### En tant que producteur
- 1987-1990 : Mes deux papas (série télévisée)
- 1992 : Frannie's Turn (en) (série télévisée)
- 1993-1998 : Une maman formidable (Grace Under Fire) (série télévisée)
- 1995-1998 : Cybill (série télévisée)
- 1997-2002 : Dharma et Greg (série télévisée)
- 1998 : Venus on the Hard Drive (série télévisée)
- 2001 : Last Dance (série télévisée)
- 2001 : Nathan's Choice (série télévisée)
- 2002 : Two Families (série télévisée)
- 2003-2015 : Mon oncle Charlie (Two and a Half Men) (série télévisée)
- 2007-2019 : The Big Bang Theory (série télévisée)
- 2010-2016: Mike and Molly (série télévisée)
- 2013-2021 : Mom (série télévisée)
- 2017-2018 : Disjointed (série télévisée)
- 2017-2024 : Young Sheldon (série télévisée)
- 2018-2021 : La Méthode Kominsky (série télévisée)
- 2019-2024 : Bob Hearts Abishola (série télévisée)
- 2020-2022 : B Positive (série télévisée)
- 2021-2022 : United States of AI (série télévisée)
- 2023-2025 : How to Be a Bookie (série télévisée)
- 2024-2025 : Georgie and Mandy's First Marriage (série télévisée)

### En tant que réalisateur
- 1997-2002 : Dharma et Greg (série télévisée)
- 2003-2015 : Mon oncle Charlie (Two and a Half Men) (série télévisée)
- 2018-2021 : La Méthode Kominsky (série télévisée)
- 2023-2025 : How to Be a Bookie (série télévisée)

### En tant que compositeur
- 1987 : Tortues Ninja : Les Chevaliers d'écaille (Teenage Mutant Ninja Turtles) (avec la collaboration de Dennis C. Brown) (série télévisée)

## Nomination
| 1992    | Humanitas Prize             | 30 minutes de télévision en réseau ou syndiquée        | Roseanne: This Old House (1992)                          | Nomination |
| 1999    | WGA Award                   | Comédie épisodique                                     | Dharma et Greg: Coup de foudre et mariage express (1997) | Nomination |
| 2000    | WGA Award                   | Comédie épisodique                                     | Dharma et Greg: Noces de papier (1998)                   | Nomination |
| 2004    | Primetime Emmy              | Meilleure musique de générique                         | Mon oncle Charlie                                        | Nomination |
| 2004    | BMI Film and TV Awards      | BMI TV Music Awards                                    | Mon oncle Charlie                                        | Lauréat    |
| 2005    | BMI Film and TV Awards      | BMI TV Music Awards                                    | Mon oncle Charlie                                        | Lauréat    |
| 2006    | PGA Awards                  | Meilleure série télévisée comique                      | Mon oncle Charlie                                        | Nomination |
| 2006    | Primetime Emmy              | Meilleure série télévisée comique                      | Mon oncle Charlie                                        | Nomination |
| 2007    | Primetime Emmy              | Meilleure série télévisée comique                      | Mon oncle Charlie                                        | Nomination |
| 2008    | Primetime Emmy              | Meilleure série télévisée comique                      | Mon oncle Charlie                                        | Nomination |
| 2008    | Rockies Awards              | Meilleur programme comique                             | The Big Bang Theory                                      | Nomination |
| 2008    | BMI Film and TV Awards      | BMI TV Music Awards                                    | Mon oncle Charlie                                        | Lauréat    |
| 2009    | BMI Film and TV Awards      | BMI TV Music Awards                                    | Mon oncle Charlie                                        | Lauréat    |
| 2009    | TV Land Awards              | Future Classic Award                                   | Mon oncle Charlie                                        | Lauréat    |
| 2010    | TV Quick Awards             | Meilleur Série Comique                                 | The Big Bang Theory                                      | Nomination |
| 2011    | Primetime Emmy              | Meilleure série télévisée comique                      | The Big Bang Theory                                      | Nomination |
| 2012    | Primetime Emmy              | Meilleure série télévisée comique                      | The Big Bang Theory                                      | Nomination |
| 2012    | Nymphe d'or                 | Producteur international exceptionnel (série comique)  | The Big Bang Theory                                      | Nomination |
| 2012    | OFTA Television Award       | Meilleur scénario dans une série comique               | The Big Bang Theory                                      | Nomination |
| 2012    | PGA Awards                  | Meilleur producteur pour une série télévisée comique   | The Big Bang Theory                                      | Nomination |
| 2013    | PGA Awards                  | Meilleur producteur pour une série télévisée comique   | The Big Bang Theory                                      | Nomination |
| 2013    | Primetime Emmy              | Meilleure série télévisée comique                      | The Big Bang Theory                                      | Nomination |
| 2013    | OFTA Television Award       | Meilleur scénario dans une série comique               | The Big Bang Theory                                      | Nomination |
| 2013    | BMI Film and TV Awards      | BMI TV Music Awards                                    | Mon oncle Charlie                                        | Lauréat    |
| 2014    | Screenwriters Choice Awards | Meilleure comédie télévisée                            | The Big Bang Theory                                      | Lauréat    |
| 2014    | OFTA Television Award       | Meilleur scénario dans une série comique               | The Big Bang Theory                                      | Nomination |
| 2014    | Primetime Emmy              | Meilleure série télévisée comique                      | The Big Bang Theory                                      | Nomination |
| 2014    | PGA Awards                  | Meilleur producteur pour une série télévisée comique   | The Big Bang Theory                                      | Nomination |
| 2014    | PGA Awards                  | Prix pour l'ensemble de sa carrière à la télévision    |                                                          | Lauréat    |
| 2015    | PGA Awards                  | Meilleur producteur pour une série télévisée comique   | The Big Bang Theory                                      | Nomination |
| 2015    | Screenwriters Choice Awards | Meilleure comédie télévisée                            | The Big Bang Theory                                      | Lauréat    |
| 2018    | Humanitas Prize             | Catégorie 30 minutes (Téléplay comique)                | The Big Bang Theory: (La Discorde de la longue distance) | Lauréat    |
| 2020    | Art Directors Guild         | Prix de la contribution à l'imagerie cinématographique |                                                          | Lauréat    |
| 2020    | CinEuphoria Awards          | Mérite - Prix honorifique                              | The Big Bang Theory                                      | Lauréat    |
| 2020    | Primetime Emmy              | Meilleure série télévisée comique                      | La Méthode Kominsky                                      | Nomination |
| 2021    | Primetime Emmy              | Meilleure série télévisée comique                      | La Méthode Kominsky                                      | Nomination |
| 2024    | INOCA TV                    | Meilleur scénario pour une série comique               | Young Sheldon                                            | Nomination |
| Source: |                             |                                                        |                                                          |            |

## Anecdotes
À la fin de chaque épisode des séries de Chuck Lorre, au cours du générique, on voit apparaître pendant un très court instant un billet d'humeur rédigé par l'auteur. Ces notes humoristiques s'appellent Vanity Cards. Elles sont publiées chez Simon & Schuster  
Généralement, il y est question des pensées de Chuck Lorre allant parfois même contre la politique de la chaîne ce qui lui valut de se faire censurer à de nombreuses reprises car il peut y parler de sujets sensibles comme de la théorie du complot même si un ton humoristique semble se dégager de ses notes. Dans ce cas-là, sa « vanity card » n'est qu'un simple message affirmant qu'il a « une nouvelle fois » été censuré.